# 和珥部君手
和珥部 君手（わにべ の きみて）は、飛鳥時代の人物。氏は和邇部、和爾部、和尓部、丸部とも書く。姓は臣。冠位は勤大壱、贈直広壱。

## 出自
和珥部氏は和珥氏の一族またはその属民（部曲）であり、畿内を始め尾張国・美濃国・加賀国等各地に分布しているが、臣姓の和珥部氏（和珥部臣）は春日氏の一族で和珥部の首長とされる。また君手は美濃国の人であるという。

## 経歴

### 壬申の乱での活躍
壬申の乱において、君手は舎人として大海人皇子に仕えたと考えられており、大海人皇子が挙兵を決断したとき、君手は吉野にいた皇子のそばにいた。皇子自身か行動をおこす2日前、6月22日に、和珥部君手は村国男依、身毛広と3人で美濃に先行するよう命じられた。彼らの任務は、安八磨郡（安八郡）の湯沐令多品治に連絡し、まずこの郡を挙兵させることであった。彼らは無事にその任を果たし、美濃の兵3千が大海人皇子のために不破道を塞いだ。
大海人皇子は美濃に入り、二手に分けたそれぞれ数万の軍勢を、7月2日に近江国と倭（大和国）の2方面に送り出した。和珥部君手は、村国男依、書根麻呂、胆香瓦安倍と共に近江行きの軍を率いた。男依らの軍は連戦連勝して進撃し、22日には瀬田で敵の最後の防衛線を破った。大友皇子が翌日自殺したことで、壬申の乱は終わった。
君手は後にこの戦争を回顧して「和邇部臣君手記」を書いた。

### 功臣のその後
『日本書紀』には12月4日に勲功ある人を選んで冠位を増し、小山位以上を与えたとする記事があるので、君手が受けた位もこれ以上ではあったと考えられる。また、80戸の封を与えられた。
文武天皇元年（697年）9月9日に勤大壱から直広壱に昇叙された。これを伝える『続日本紀』の記事は「壬申の功臣」としか理由を伝えないが、他の例で壬申の功臣への賜位記事は死亡時の追贈であるから、この場合も同じと考えられる。
大宝元年（701年）7月21日に食封の4分の1を子孫に伝えることが決められた。霊亀2年（716年）4月8日に従六位上だった息子の大石が、他の壬申の功臣の子息と並んで功田を与えられた。このときの君手の冠位は直大壱と記されており、死亡時とされる文武天皇元年（697年）より高いが、理由は不明である。